# Skarpabborrtjärnen (Junsele socken, Ångermanland)
Skarpabborrtjärnen är en sjö i Sollefteå kommun i Ångermanland och ingår i Ångermanälvens huvudavrinningsområde.